# Вороненко Юрій Васильович
Юрій Васильович Вороненко (нар. 20 січня 1950, с. Жовтневе, Коропський район, Чернігівська область) — український науковець ректор Національного університету охорони здоров'я України імені П. Л. Шупика у 2002—2022 рр., доктор медичних наук, професор, академік Національної академії медичних наук України, дійсний член низки громадських академій: Академії наук вищої освіти України, Європейської Академії природничих наук, АМН Польщі та Міжнародної медичної академії імені Альберта Швейцера, заслужений діяч науки і техніки України, лауреат Державної премії України в галузі науки і техніки.

## Життєпис
Народився 20 січня 1950 р. в с. Жовтневе Коропського району Чернігівської області. Є старшим братом Володимира Вороненка.
У 1973 р. закінчив Київський медичний інститут (нині — Національний медичний університет імені О. О. Богомольця). Пройшов в ньому шлях від аспіранта до завідувача кафедри соціальної медицини.
З 1995 по 2002 рр. — начальник Головного управління освіти, науки та інформаційно-аналітичного забезпечення МОЗ України. Брав участь у розробці проектів концепції розвитку охорони здоров'я населення України, багатьох указів Президента України, постанов Кабінету Міністрів України. Учасник багатьох міжнародних форумів під егідою ВООЗ та програм міжнародної співпраці з різними зарубіжними організаціями, представляв Україну з науковими доповідями в багатьох країнах світу.
2002—2022  рр. — ректор Національного університету охорони здоров'я України імені П. Л. Шупика. У 2004—2015 рр. завідував також кафедрою управління охороною здоров'я НМАПО імені П. Л. Шупика (нині — НУОЗ України імені П. Л. Шупика), а з 2015 р. — професор цієї ж кафедри.

## Освіта
В 1973 р. закінчив Київський медичний інститут (нині — Національний медичний університет імені О. О. Богомольця). Пройшов в ньому шлях від аспіранта до завідувача кафедри соціальної медицини.

## Захист дисертаційних робіт
У 1978 р. захистив кандидатську, а в 1991 р. — докторську дисертації «Соціально-гігієнічні основи профілактики і організації етапного лікування опіків».

## Наукова діяльність
Один з провідних учених в галузі соціальної медицини. Основні напрями наукової діяльності: соціальні проблеми медицини та організації охорони здоров'я, стратегія і тактика розвитку сфери охорони здоров'я, спеціалізована медична допомога, медична статистика, обґрунтування змісту і організації підготовки бакалаврів медицини (фармації), лікарів і провізорів та їх безперервного розвитку. За його участі розроблені державні та галузеві стандарти медичної освіти, впроваджено принципово новий механізм діагностики рівня знань та вмінь фахівців-медиків — ліцензійний медичний іспит та кредитно- рейтингова система у безперервному професійному розвитку. Обґрунтував необхідність запровадження резидентури в системі післядипломної підготовки лікарів в Україні. За його керівництва зроблено інноваційний крок в підготовці керівників органів і закладів охорони здоров'я. Вперше в Україні розроблено і запроваджено проект фундаментальної півторарічної підготовки управлінців для охорони здоров'я. Співавтор проектів Концепції розвитку охорони здоров'я населення України, багатьох указів Президента України, законів України, постанов Кабінету Міністрів України з питань охорони здоров'я. Встановив соціально-гігієнічні закономірності епідеміології опіків в Україні — їх частоту в різних регіонах та групах міського і сільського населення, створив медико-географічні карти опікового травматизму, довів закономірності комплексного впливу на рівень опікового травматизму побутових, професійних, клімато-географічних та економічних чинників. Розробив систему профілактики опіків та модель етапного лікування постраждалих. Обґрунтував принципи організації спеціалізованої допомоги при опіках та нормативи потреби в комбустіологічних ліжках та лікарях-комбустіологах. Йому належить пріоритет розробки методології вибіркових рандомізованих епідеміологічних досліджень госпітальної захворюваності, статистики факторів ризику у навколишньому середовищі, методик стандартизації середніх величин в госпітальній статистиці, пробіт- аналізу летальності в стаціонарі тощо.
Бере участь у розробці моделей управління підсистемами охорони здоров'я та зміцнення популяційного здоров'я України відповідно до Європейських стратегій.
Автор понад 560 наукових праць, в тому числі автор і співавтор 39 монографій, 11 підручників та 39 навчальних посібників і окремих розділів у них. Підготував 13 докторів і 10 кандидатів наук.
Головний редактор журналів: «Инновационные технологии в медицине», «Медична освіта»; головний науковий редактор журналу «Екстрена медицина від науки до практики»; шеф-редактор журналу «Сімейна медицина»; перший заступник головного редактора журналів: «Проблеми медичної науки і освіти» та «Науковий журнал МОЗ України»; науковий редактор журналу «Здоров'я суспільства»; голова редакційної ради журналу «Мистецтво лікування»; член редакційної ради журналів: «Ліки України», «Медична інформатика та інженерія», «Почки. Нирки. Kidneys», «Променева діагностика, променева терапія», «Український медичний часопис»; голова редакційної колегії журналу «Східно-європейський неврологічний журнал»; член редакційної колегії журналів «Здоров'я жінки», «Ендоваскулярна нейрорентгенохірургія», «Естетична хірургія», «Кардіохірургія та інтервенційна кардіологія», «Радіологічний вісник», «Соціальна педіатрія та реабілітологія», «Хірургія дитячого віку», «Экстренная медицина».
Голова науково-методичної комісії з медицини та фармації МОЗ України; член Президії НАМН України, Колегії МОЗ України, Вченої медичної ради МОЗ України, Державної акредитаційної комісії МОН України, секції з медицини Комітету з Державних премій України в галузі науки і техніки; Президії товариства Червоного Хреста України.
Дійсний член громадських академій: АН вищої освіти України (1996), Європейської Академії природничих наук (2008), АМН Польщі (2003) та Міжнародної медичної академії ім. Альберта Швейцера (2003). Голова спеціалізованої вченої ради при Національному університеті охорони здоров'я України імені П. Л. Шупика за спеціальністю 14.02.03 — соціальна медицина.

## Основні наукові праці
«Загальна гігієна» (1995); «Общая гигиена: Пропедевтика гигиены» (2000); «Організація первинної медико-санітарної допомоги на засадах сімейної медицини в Україні: сучасний стан та нормативно-правові документи, що регламентують роботу сімейних лікарів» (2001); «Менеджмент та лідерство в медсестринстві» (2001); «Соціальна медицина та організація охорони здоров'я» (2002); «Статистика охорони здоров'я» (2002 р.); «Інформаційні технології в охороні здоров'я і практичній медицині» (2003); «Система управління якістю медичної освіти в Україні» (2003); «Стратегії і методи навчання в післядипломній медичній освіті» (2004); «Сімейна медицина в Україні: об'єктивні та суб'єктивні чинники затримки впровадження» (2005); «Технології дистанційного навчання в медицині» (2005); «Эпидемиологические методы изучения неинфекционных заболеваний» (2005); «Визначення критеріїв якості в системі безперервного професійного розвитку лікарів»(2007); «Гигиена и экология»(2008); «Нові технології навчання менеджменту в медицині»(2009); «Управління охороною здоров'я»(2010); «Дидактичні технології викладання питань репродуктивного здоров'я» (2011); «Фінансовий менеджмент з основами економіки охорони здоров'я» (2011); «Менеджмент в охороні здоров'я» (2014); «Сучасні напрями менеджменту в охороні здоров'я» (2015); «Управління якістю медичної допомоги: науково-практичні підходи до вдосконалення» (2016); «Бізнес-планування в охороні здоров'я» (2016).

## Нагороди
Повний кавалер орденів «За заслуги». Нагороджений орденом князя Ярослава Мудрого V ступеня, орденом Святого Рівноапостольного князя Володимира Великого ІІІ ступеня, орденом Ломоносова (Росія), Золотою медаллю Альберта Швейцера, почесними грамотами Верховної Ради України, Кабінету Міністрів України, МОЗ України, МОН України, МО України, МВС України, КМДА та КОДА, відзнакою Київської міськдержадміністрації «Знак Пошани».

## Міжнародна співпраця
Юрій Васильович бере участь у роботі наукових вітчизняних і зарубіжних товариств, організацій, редколегій та редакційних рад. Є керівником Директорату з медичних та біологічних наук Центру з міжнародного співробітництва університетів Центральної, Південної та Східної Європи при Університеті Барі (Італія).